# Katalin Rátvay
Katalin Rátvay, coniugata Czirákyné (Szombathely, 6 marzo 1945), è un'ex cestista ungherese.

## Carriera
Con l'Ungheria ha disputato i Campionati mondiali del 1975 e otto edizioni dei Campionati europei (1964, 1966, 1968, 1970, 1972, 1974).